# Септимания
Септимания (лат. Septimania) — историческая область на французском побережье Средиземноморья, заключённая между горными хребтами Пиренеев и Севенн, с одной стороны, и долинами Гаронны и Роны, с другой. Названа в честь Седьмого легиона, ветераны которого (septimani) были наделены Августом землями в этой местности. В настоящее время входит в состав французского региона Лангедок-Руссильон.
Название, вероятно, происходит от названия одного из городов Colonia Julia Septimanorum Baeterrae, современного Безье. После падения Западной Римской империи Септимания дольше других областей Галлии признавала власть вестготов. Провинция управлялась герцогами, из которых Лиува I в 568 году и Гундемар в 610 году стали королями, а Павел в 672—673 годах возглавлял восстание против короля Вамбы. В те времена Септимания состояла из семи округов: Нарбонна, Ним, Безье, Маклонн, Лодев, Агд и Юзес. Впоследствии почти все эти города вошли в состав французской провинции Лангедок.
В 721 году Септимания подверглась мусульманскому нашествию. Первоначально захватчики хотели пойти другим путём — после того, как они перешли Пиренеи и взяли Нарбонну, они осадили Тулузу. Но герцог аквитанский Эд Великий в битве при Тулузе разбил арабов и снял осаду. Вскоре новые войска арабов вновь стали штурмовать Европу, дойдя до Септимании, Бургундии и левого берега реки Роны. В 732 году они были побеждены в битве при Пуатье Карлом Мартеллом, и это открыло Септиманию для заселения франками, которое и было осуществлено к 768 году.
При Каролингах Септимания считалась доменом Аквитанского королевства, однако в 817 году выделилась в самостоятельное герцогство (марку). Постепенно название Септимания было вытеснено названием Готия. Несколько десятилетий спустя Готия утратила политическую самостоятельность, перейдя в руки графов Тулузских.